# Згаришта
Згаришта (фр. Incendies) је канадски драмски филм из 2010. године, режисера Денија Вилнева, који је и написао сценарио заједно са Валери Богран-Шампањ. Филм је адаптиран према истоименој представи Вајдија Муавада, а главне улоге тумаче Лубна Азабал, Мелиса Дезормо-Пулен, Максим Годет и Реми Жирар.
Прича прати канадске близанце који путују у родну земљу своје мајке на Блиском истоку како би открили њену скривену прошлост усред крвавог грађанског рата. Иако земља није именована, догађаји у филму су под великим утицајем Либанског грађанског рата, а посебно приче о затвореници Сухи Бешари. Филм је сниман углавном у Монтреалу, са неколико дана проведених у Јордану.
Премијерно је приказан на филмским фестивалима у Венецији и Торонту у септембру 2010. и објављен је у Квебеку 17. септембра 2010. године. Наишао је на похвале критичара у Канади и иностранству и освојио бројне награде.
Године 2011. номинован је за Оскара за најбољи филм на страном језику. Филм је такође освојио осам награда Џини, укључујући и ону за најбољи филм.

## Радња
Након смрти њихове мајке Навал, арапске имигранткиње у Канади, Жана и њен брат близанац Симон састају се са франкоканадским бележником Жаном Лебелом, послодавцем и породичним пријатељом њихове мајке. У Навалином тестаменту се спомиње неодржавање обећања, чиме она себи ускраћује одговарајући надгробни споменик и ковчег, осим ако Жана и Симон не пронађу свог мистериозног брата за чије постојање раније нису знали, и њиховог оца, за кога су веровали да је мртав. Навал је оставила два писма; једно треба предати оцу Жане и Симона, а друго њиховом брату. Жана прихвата; Симон, с друге стране, који је имао компликованији однос са Навал и њеном наизглед необичном личношћу, нерадо се придружује Жани у овој потрази.
Серија флешбекова открива да је Навал дошла из хришћанске арапске породице из неименоване блискоисточне земље и да се заљубила у избеглицу по имену Вахаб, са којим је затруднела. Њен брат убија њеног љубавника и умало је упуца као убиство из части, али је њена бака поштеди, натерујући је да обећа да ће напустити село након рођења бебе и започети нови живот у граду Дареш. Бака тетовира бебину потпетицу и шаље је у сиротиште.
Док је Навал на универзитету у Дарешу, избија грађански рат и почињу ратни злочини, а Навал се противи рату на основу људских права. Сиротиште њеног сина у Кфар Кхуту уништио је муслимански милитант, Шамседин, који исламску децу одатле претвара у малолетне војнике. Након што је једва избегла масакр у аутобусу пуном муслиманских избеглица од стране хришћанских националиста, Навал за длаку успева да се придружи муслиманским борцима и на крају пуца у једног националистичког вођу. Затворена је у Кфар Рајату, где је силује мучитељ Абу Тарек, након чега рађа близанце.
Након што је отпутовала у родну земљу своје мајке, Жана постепено открива ову прошлост и убеђује Симона да јој се придружи. Уз помоћ Лебела, сазнају да се њихов брат зове Нихад од Маја и улазе у траг Шамседину. Симон се састаје са њим лично и открива да су током рата Нихада ухватили националисти, преобратили га, обучили као мучитеља, а затим послали у Кфар Рајат, где је узео име Абу Тарек, што га чини и полубратом и оцем близанаца; као таквом, оба писма су упућена истој особи. Као и Навал, Нихадови надређени су му после рата дали нови живот у Канади. Игром случаја, Навал га је срела на једном канадском базену, где је видела и тетоважу и његово лице. Шок сазнања истине довео је до тога да Навал доживи мождани удар који је довео до краха њеног здравља и преране смрти у шездесетој години.
Близанци проналазе Нихада у Канади и достављају му Навалина писма. Отвара их оба; прво писмо му се обраћа као оцу близанаца, силоватељу, и испуњено је презиром. Друго писмо га ословљава као брата близанаца, а написано је брижним речима, у којима се каже да он, као Навалин син, заслужује љубав.
Навал добија свој надгробни споменик. Нешто касније, Нихад га посећује.

## Улоге
| Глумац               | Улога                               |
| -------------------- | ----------------------------------- |
| Лубна Азабал         | Навал Марван                        |
| Мелиса Дезормо-Пулен | Жана Марван                         |
| Максим Годет         | Симон Марван                        |
| Реми Жирар           | Жан Лебел                           |
| Абделгафур Елазиз    | Абу Тарек / Нихад „од Маја” Хармани |
| Ален Алтман          | бележник Мадад                      |
| Мохамед Маџд         | Шамседин                            |
| Набил Савалха        | Фахим                               |
| Баја Балан           | Маика                               |
| Бадер Алами          | Николас                             |

## Продукција

### Развој
Делови приче засновани су на животу Сухе Бешаре. Прича је заснована на догађајима који су се десили током Либанског грађанског рата од 1975. до 1990. године, али су филмски ствараоци покушали да локацију радње учине нејасном.
Редитељ Дени Вилнев је први пут видео представу Вајдија Муавада Згаришта у једном позоришту у Монтреалу 2004. године, коментаришући: „Имао сам снажну интуицију да сам пред ремек-делом”. Вилнев је признао да није био упознат са арапском културом, али га је представа привукла као „модерна прича са својеврсним елементом грчке трагедије”. У адаптацији сценарија, Вилнев је, задржавајући структуру приче и ликове, заменио „све” дијалоге, чак је замислио и неми филм, али је напустио ту идеју због трошкова. Показао је Муаваду неколико завршених сцена како би убедио првобитно невољног писца да му да дозволу за филм. Вилнев је провео пет година радећи на сценарију, између режирања два филма. Муавад је касније похвалио филм као „сјајно елегантан” и приписао је Вилневу пуну заслугу. Филм је имао буџет од 6,5 милиона долара, а финансирала га је компаније Telefilm Canada.

### Кастинг
За улогу Навал, Вилнев је изјавио да је спровео опсежну потрагу за глумицама широм Канаде. Сматрао је да је улога главне јунакиње најизазовнија, и у једном тренутку је размишљао о томе да користи две или три глумице да играју овај лик, пошто се прича одвија током четири деценије. На крају је упознао Лубну Азабал, белгијску глумицу мароканско-шпанског порекла у Паризу, заинтригирану њеним „изражајним и елоквентним” лицем у филму Рај сада (2005). Иако је она имала 30 година, Вилнев је сматрао да може да глуми 18-годишњакињу и да може да игра улогу током целог филма, уз шминку.
Вилнев је одабрао канадску глумицу Мелису Дезормо-Пулен за улогу Жане, рекавши да та улога захтева вештине слушања и да је Мелиса „веома великодушна глумица”. Пре Згаришта, она је углавном био познат по „тривијалнијим улогама”. Глумац из Монтреала Ален Алтман, који је играо бележника, радио је са тренером дијалеката сатима како би развио мешавину француског и арапског акцента пре аудиције. Док је снимао у Јордану, да би истражио своју улогу, глумац Максим Годет је обишао палестински избеглички камп у близини Амана.

### Снимање
Филм је сниман у Монтреалу и Јордану. Снимање филма трајало је 40 дана, од којих је 15 провео у Јордану, а Вилнев је имао за циљ да не сними ниједну сцену а да није сигуран да неће бити исечена.
За сцене снимљене у Јордану, Вилнев је користио либанску и ирачку екипу, иако се плашио да ће их ратне сцене превише подсећати на лоша искуства. Међутим, изјавио је да су арапски чланови посаде осећали да је „важно да се такве приче приказују на филмском платну”. Неки делови филма снимљени су у Аману, главном граду Јордана. Да би рекреирао Бејрут, уметнички директор Андре-Лине Бопарлан је поставио камење и крхотине на једној улици у Аману.

### Музика
Две нумере британског бенда Radiohead са њиховог албума Amnesiac, „You and Whose Army?” и „Like Spinning Plates”, коришћене су у филму. Музика се сматрала толико значајном и саставном за филм да је спомињана у многим рецензијама. Филмски критичар Дејвид Ерлих написао је да „Филм експлоатише нумере Radiohead-а због многострукости њиховог значења, оснажујући филм тако што извлачи гледаоце из њега”. Вилнев је изјавио да је убацио песму „You and Whose Army?” у сценарио још на почетку, јер је требало да буде „јасно да ће [филм] бити западњачка тачка гледишта о овом свету”. Један музички рецензент дао му је прво место на листи „Десет најбољих музичких тренутака у филму”.

## Објављивање
Филм је званично изабран за приказивање на Филмском фестивалу у Венецији 2010, Филмском фестивалу у Телјурајду 2010, Филмском фестивалу у Торонту 2010, Филмском фестивалу Санденс 2011. и Фестивалу нових редитеља/нових филмова 2011. године. Филм је издат у Торонту и Ванкуверу у јануару 2011. године.
У Сједињеним Државама, филм је дистрибуирао Sony Pictures Classics. Када је филм приказан у Бејруту у марту 2011, Вилнев је тврдио: „Много људи ми је рекло да треба да покажемо овај филм њиховој деци, да им покажемо кроз шта су прошли”.

## Пријем

### Зарада
У Канади, филм је прешао границу од милион долара на благајнама до октобра 2010. године. До краја априла 2011. филм је зарадио 4,7 милиона долара. Само у биоскопима у Квебеку, филм је зарадио 3 милиона долара. Сматран је успешним у земљи.
Према сајту Box Office Mojo, филм је завршио приказивање у биоскопима 29. септембра 2011. након што је зарадио 2.071.334 долара у САД. Према сајту The Numbers, филм је зарадио 6.857.096 долара у Северној Америци и 9.181.247 долара на другим територијама, што чини укупну зараду од 16.038.343 долара широм света.

### Критике
Филм је добио веома позитивне критике од стране критичара. На сајту Rotten Tomatoes има рејтинг одобравања од 93% на основу 121 рецензије, са просечном оценом од 7,92/10. Консензус критичара сајта гласи: „Неуредан је, предугачак и помало мелодраматичан, али ти недостаци бледе пред импресивном глумом и разорним емоционалним утицајем”. На сајту Metacritic филм има просечну оцену 80 од 100 на основу 42 рецензије, што указује на „генерално повољне критике”.
Филм је наишао на позитиван пријем у својој земљи и покрајини. Кевин Н. Лафорест из Montreal Film Journal-а дао му је 3,5 од четири звездице и написао: „Вилнев је овде урадио свој најбољи посао до сада“. Брендан Кели из Montreal Gazette-а дао је филму пет звездица и назвао га „ремек-делом”. Марк Касиви из La Presse-а је тврдио да је филм превазишао представу. Питер Хауел, који је писао за Toronto Star, дао је филму четири звездице, назвао га је „заповедничким филмом вишеструких открића”, најбољим из 2010. и похвалио је Лубну Азабал као „прву међу једнакима”. Међутим, CBC News није био импресиониран, рекавши: „Редитељева екранизација уклања све ово фино текстурирано месо и оставља само голе кости”. Филмски стручњак са Универзитета у Берлину Клаудија Кот је написала да филм, заједно са Господином Лазаром (2011) и Ратном вештицом (2012), представља прелаз у кинематографији Квебека од фокуса на локалну историју до глобалних проблема, при чему Згаришта додају Едипове теме. Аутори Гада Маруз, Шантал Маје и Данијел Сале написали су да филмови Згаришта, Господин Лазар и Инш'Алах, приказују Квебек као део глобалног села и како прихвата мањине, посебно са Блиског истока или „остале муслимане”.
Роџер Иберт дао је филму три и по звездице, рекавши да „жели да буде много више од трилера и успева да покаже колико је бесмислено и узалудно мрзети друге због њихове религије”, а да Азабалова „никада није мање него убедљива”. Касније је одабрао филм као свој фаворит за освајање Оскара за најбољи филм на страном језику, али је изгубио од филма У бољем свету из Данске. Леонард Малтин је такође дао филму три и по звездице, назвавши га „тешким, очаравајућим”. Тај Бер, писац за The Boston Globe, дао је филму три и по звездице, хвалећи сцену у аутобусу као мучну, али рекавши да је врхунац „заплет који се чини као да је предалека случајност”, што „оставља публику да ради математику на својим прстима, а не да се шокира”. Згаришта је Стивен Холден из The New York Times-а прогласио једним од 10 најбољих филмова 2011. године. Бетси Шарки из Los Angeles Times-а назвала га је Вилневовим „најбоље реализованим делом до сада”. Бројни критичари су похвалиле коришћење песме „You and Whose Army?” од Radiohead-а. Неки су филм критиковали због мелодраме и оријентализма.

### Награде
Дана 22. септембра 2010. филм је изабран да представља Канаду на 83. додели Оскара у категорији најбољи филм на страном језику. Ушао је у ужи избор 19. јануара 2011, као један од девет филмова и био је номинован за Оскара за најбољи филм на страном језику 25. јануара 2011. године.
Освојио је осам награда на 31. додели награда Џини, укључујући најбољи филм, најбољу глумицу (Азабал) и најбољу режију за (Вилнев). Уз Згаришта, Вилнев је 2009. године освојио награду Роџерс за најбољи канадски филм за филм Политехника, што га је учинило првим канадским режисером који ју је освојио два пута заредом. Филм је такође освојио награду Јутра за најбољи филм, режију, сценарио, глумицу (Азабал), монтажу, кинематографију, уметничку режију, костиме и звук.
Ово је такође једини филм до сада који је освојио и награду Међународног филмског фестивала у Торонту за најбољи канадски филм и награду Међународног филмског фестивала у Ванкуверу за најбољи канадски филм.
| Награда                                                          | Категорија                                 | Номиновани                                   | Исход      | Реф.   |
| ---------------------------------------------------------------- | ------------------------------------------ | -------------------------------------------- | ---------- | ------ |
| Оскар                                                            | Најбољи филм на страном језику             | Дени Вилнев                                  | Номинација | [ 55 ] |
| Филмски фестивал у Аделејду                                      | Међународна награда за најбољи филм        | Дени Вилнев                                  | Освојено   | [ 56 ] |
| Атлантски филмски фестивал                                       | Најбољи канадски филм                      | Дени Вилнев                                  | Освојено   | [ 28 ] |
| Награде Удружења филмских критичара Аустралије                   | Најбољи прекоморски филм (енглески језик)  | Дени Вилнев                                  | Освојено   | [ 57 ] |
| Бостонско друштво филмских критичара                             | Најбољи филм на страном језику             | Дени Вилнев                                  | Освојено   | [ 58 ] |
| Награде БАФТА                                                    | Најбољи филм на страном језику             | Дени Вилнев                                  | Номинација | [ 59 ] |
| Награде Сезар                                                    | Најбољи страни филм                        | Дени Вилнев                                  | Номинација | [ 60 ] |
| Награде Удружења филмских критичара Чикага                       | Најбољи филм на страном језику             | Дени Вилнев                                  | Номинација | [ 61 ] |
| Награде Давид ди Донатело                                        | Најбољи страни филм                        | Дени Вилнев                                  | Номинација | [ 62 ] |
| Награде Џини                                                     | Најбољи филм                               | Лик Дери и Ким Макро                         | Освојено   | [ 63 ] |
| Награде Џини                                                     | Најбољи режисер                            | Дени Вилнев                                  | Освојено   | [ 63 ] |
| Награде Џини                                                     | Најбоља глумица                            | Лубна Азабал                                 | Освојено   | [ 63 ] |
| Награде Џини                                                     | Најбољи адаптирани сценарио                | Дени Вилнев                                  | Освојено   | [ 63 ] |
| Награде Џини                                                     | Најбоља уметничка режија                   | Андре-Лине Бопарлан                          | Номинација | [ 63 ] |
| Награде Џини                                                     | Најбоља кинематографија                    | Андре Тирпен                                 | Освојено   | [ 63 ] |
| Награде Џини                                                     | Најбоља монтажа                            | Моник Дартон                                 | Освојено   | [ 63 ] |
| Награде Џини                                                     | Најбољи звук                               | Жан Умански и Жан-Пјер Лафорс                | Освојено   | [ 63 ] |
| Награде Џини                                                     | Најбоља монтажа звука                      | Силвен Белмар, Симон Мејер и Клер Пошон      | Освојено   | [ 63 ] |
| Награде Џини                                                     | Најбоља шминка                             | Катрин Касо                                  | Номинација | [ 63 ] |
| Међународни филмски фестивал у Ротердаму                         | Награда публике                            | Дени Вилнев                                  | Освојено   | [ 64 ] |
| Награде Јутра                                                    | Најбољи филм                               | Лик Дери и Ким Макро                         | Освојено   | [ 65 ] |
| Награде Јутра                                                    | Најбољи режисер                            | Дени Вилнев                                  | Освојено   | [ 65 ] |
| Награде Јутра                                                    | Најбољи сценарио                           | Дени Вилнев                                  | Освојено   | [ 65 ] |
| Награде Јутра                                                    | Најбоља глумица                            | Лубна Азабал                                 | Освојено   | [ 65 ] |
| Награде Јутра                                                    | Најбоља глумица                            | Мелиса Дезормо-Пулен                         | Номинација | [ 65 ] |
| Награде Јутра                                                    | Најбоља уметничка режија                   | Андре-Лине Бопарлан                          | Освојено   | [ 65 ] |
| Награде Јутра                                                    | Најбоља кинематографија                    | Андре Тирпен                                 | Освојено   | [ 65 ] |
| Награде Јутра                                                    | Најбоља монтажа                            | Моник Дартон                                 | Освојено   | [ 65 ] |
| Награде Јутра                                                    | Најбољи звук                               | Силвен Белмар, Жан Умански и Жан-Пјер Лафорс | Освојено   | [ 65 ] |
| Награде Јутра                                                    | Најбоља костимогарфија                     | Софи Лефебр                                  | Освојено   | [ 65 ] |
| Награде Лимијер                                                  | Најбољи филм на француском језику          | Дени Вилнев                                  | Освојено   | [ 66 ] |
| Награде Маргит                                                   | Најбоља глумица                            | Лубна Азабал                                 | Освојено   | [ 67 ] |
| Награда Удружења њујоршких филмских критичара за најбољег глумца | Најбољи филм на страном језику             | Дени Вилнев                                  | Финалиста  | [ 68 ] |
| Награде Удружења филмских критичара Торонта                      | Најбољи канадски филм                      | Дени Вилнев                                  | Освојено   | [ 69 ] |
| Филмски фестивал у Торонту                                       | Најбољи канадски филм                      | Дени Вилнев                                  | Освојено   | [ 28 ] |
| Филмски фестивал у Ваљадолиду                                    | Награда публике                            | Дени Вилнев                                  | Освојено   | [ 70 ] |
| Филмски фестивал у Ваљадолиду                                    | Најбољи сценарио                           | Дени Вилнев                                  | Освојено   | [ 70 ] |
| Филмски фестивал у Ваљадолиду                                    | Награда младог жирија                      | Дени Вилнев                                  | Освојено   | [ 70 ] |
| Награде Круга филмских критичара Ванкувера                       | Најбољи канадски филм                      | Дени Вилнев                                  | Освојено   | [ 71 ] |
| Награде Круга филмских критичара Ванкувера                       | Најбољи режисер канадског филма            | Дени Вилнев                                  | Освојено   | [ 71 ] |
| Награде Круга филмских критичара Ванкувера                       | Најбоља глумица у канадском филму          | Лубна Азабал                                 | Освојено   | [ 71 ] |
| Награде Круга филмских критичара Ванкувера                       | Најбољи споредни глумац у канадском филму  | Максим Годет                                 | Номинација | [ 71 ] |
| Награде Круга филмских критичара Ванкувера                       | Најбоља споредна глумица у канадском филму | Мелиса Дезормо-Пулен                         | Номинација | [ 71 ] |
| Филмски фестивал у Ванкуверу                                     | Најбољи канадски филм                      | Дени Вилнев                                  | Освојено   | [ 72 ] |
| Филмски фестивал у Вилњусу                                       | Награда публике                            | Дени Вилнев                                  | Освојено   | [ 73 ] |